# مركز بني عياض (آيت أوسمسيل بني عياض)
مركز بني عياض هو دُوَّار يقع بجماعة بني عياط، إقليم أزيلال، جهة بني ملال خنيفرة في المملكة المغربية. ينتمي الدوّار لمشيخة آيت أوسمسيل بني عياض التي تضم 8 دواوير. يقدر عدد سكانه بـ 3098 نسمة حسب الإحصاء الرسمي للسكان والسكنى لسنة 2004.

## روابط خارجية
- البوابة الوطنية للجماعات الترابية نسخة محفوظة 12 مارس 2018 على موقع واي باك مشين.
- المندوبية السامية للتخطيط